# Bart Voskamp
Bart Voskamp est un coureur cycliste néerlandais né le 6 juin 1968 à Wageningue, qui a notamment couru au sein de l'équipe Polti. Au cours de sa carrière professionnelle, il participe à six éditions du Tour de France et remporte la 18e étape du Tour de France 1996 entre Pampelune et Hendaye.

## Palmarès

### Palmarès amateur
- 1989
  - Hämeen Pyörärinki
  - Eläintarha ajot |
  - 3e du Tijdrit Velddriel (avec Antoine Lagerweij)
- 1990
  - 2e du Circuit de Campine
- 1991
  -  Champion des Pays-Bas du contre-la-montre
  - 4e et 8eb (contre-la-montre) étapes de l'Olympia's Tour
  - 2e de l'Omloop Houtse Linies
  - 2e du Grote Rivierenprijs
- 1992
  - Grote Rivierenprijs
  - 7eb étape de l'Olympia's Tour (contre-la-montre)
  - 3e du championnat des Pays-Bas de poursuite amateurs
  - 3e du championnat des Pays-Bas sur route amateurs
  - 3e du Tour du Limbourg
  - 3e du Tour de l'Avenir

### Palmarès professionnel
- 1994
  - 17e étape du Tour d'Espagne
  - 2e du Circuit de la région linière
  - 10e du Grand Prix du Midi libre
- 1996
  - 18e étape du Tour de France
  - 2e du championnat des Pays-Bas sur route
- 1997
  - 8e étape du Tour d'Espagne
  - 3e de la Nokere Koerse
  - 3e du Grand Prix du Midi libre
- 1999
  -  Champion des Pays-Bas du contre-la-montre
  - 3e de la Côte picarde
- 2001
  -  Champion des Pays-Bas du contre-la-montre
  - Henk Vos Memorial
  - 2e et 4e (contre-la-montre) étapes du Ster Elektrotoer
  - 2e étape du Circuit franco-belge
  - 2e de la Nokere Koerse
  - 2e du Grand Prix Wieler Revue
  - 3e du Duo normand (avec Remco van der Ven)
- 2002
  - Tour de Belgique :
    - Classement général
    - 2eb étape (contre-la-montre)

  - 4e étape du Tour de Luxembourg (contre-la-montre)
  - Ster Elektrotoer :
    - Classement général
    - 3e étape
- 2003
  - Grand Prix Pino Cerami
  - 2e du Tour de Belgique
  - 2e du championnat des Pays-Bas du contre-la-montre
- 2004
  - 2e du Tour de Belgique
  - 3e du championnat des Pays-Bas du contre-la-montre

## Résultats sur les grands tours

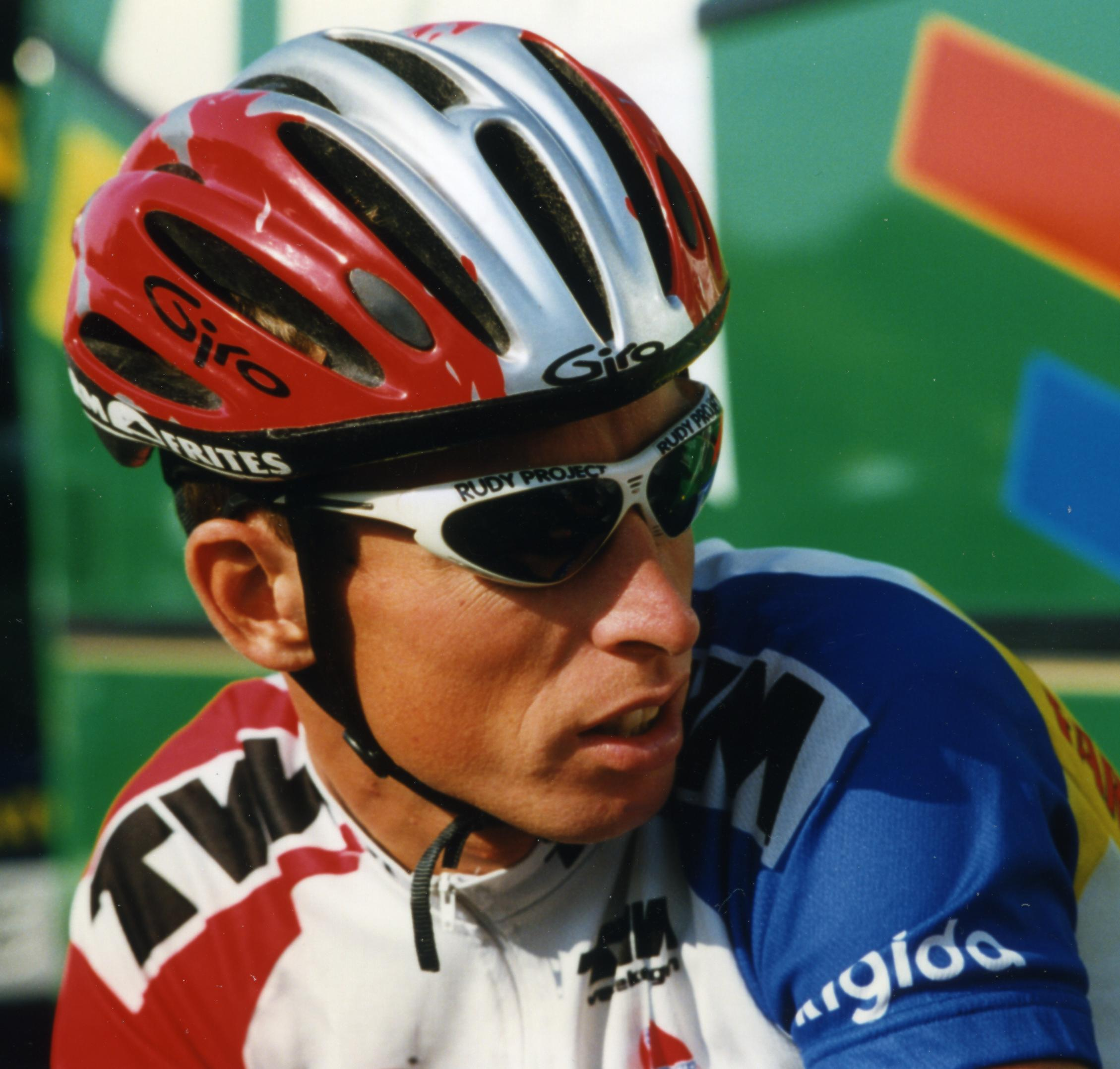
Bart Voskamp lors du Paris-Tours 1997

### Tour de France
6 participations
- 1994 : abandon (14e étape)
- 1995 : 113e
- 1996 : 99e, vainqueur de la 18e étape
- 1997 : 98e
- 1998 : abandon (19e étape)
- 2000 : 115e

### Tour d'Italie
2 participations
- 1995 : 99e
- 2000 : 123e

### Tour d'Espagne
5 participations
- 1993 : 92e
- 1994 : 37e, vainqueur de la 17e étape
- 1996 : abandon
- 1997 : 96e, vainqueur de la 8e étape
- 1998 : abandon (10e étape)

## Classements mondiaux
| Année           | 2005   |
| --------------- | ------ |
| UCI Europe Tour | 1 059e |